# 楊清瓏
楊清瓏（1958年1月10日—），台灣棒球教練、運動經理人，現任中華職棒秘書長。他是曾擔任緯來體育台球評、綺麗娛樂有限公司總經理等。

## 經歷
- 台中市忠孝國小少棒隊
- 台中市金麟少棒隊
- 台中市金龍少棒隊
- 台中市居仁國中青少棒隊
- 屏東縣美和中學青少棒隊
- 屏東縣美和中學青棒隊
- 文化大學棒球隊（味全）
- 空軍虎風棒球隊
- 文化大學棒球隊教練（味全）
- 國立體育學院教練研究所
- 澳洲大京海豚業餘棒球隊教練（1991年）
- 文化大學棒球隊教練（聲寶巨人）
- 聲寶巨人棒球隊（1992年－1994年）
- 聲寶巨人棒球隊經理（1995年－1996年）
- 台灣大聯盟台中金剛總教練（1997年－1998年）
- 台灣大聯盟台北太陽教練（1999年－2000年）
- 中華職棒誠泰太陽教練（2003年）
- 緯來體育台職棒球評（2005年－2013年）
- 亞洲棒球總會技術委員長（2013年－）
- 綺麗娛樂有限公司總經理（2014年9月14日－2021年1月）
- 台東綺麗珊瑚成棒隊總教練（2015年9月～2016年5月）
- 高雄綺麗珊瑚成棒隊→宜蘭綺麗珊瑚成棒隊總教練（2016年5月～2019年12月）
- 台東綺麗珊瑚成棒隊總教練（2020年～2021年）
- 中華職棒秘書長（2021年1月～）[1]

## 其他
- 1998年帶領台灣大聯盟台中中纖金剛隊期間，曾創20連不勝紀錄。2020年領軍台東綺麗珊瑚成棒隊，再創24連敗，「刷新」自己的紀錄[2]。

## 外部連結
- 楊清瓏在台灣棒球維基館上的頁面（繁體中文）